# Orchis angusticruris
Orchis angusticruris là một loài thực vật có hoa trong họ Lan. Loài này được Franch. mô tả khoa học đầu tiên năm 1885.